# Gregório, o Patrício
Gregório, o Patrício (também conhecido como Gregório de Cartago e Conde Gregório; em grego: Γρηγόριος; em latim: Flavius Gregorius; m. 647) foi um patrício bizantino que se notabilizou como exarco de Cartago (governador provincial). Parente da dinastia heracliana, Gregório foi um feroz calcedoniano e liderou uma rebelião em 646 contra o imperador Constante II devido ao apoio deste último ao monotelismo. Logo após declarar-se imperador, ele enfrentou uma invasão árabe em 647. Apesar de ter enfrentado os invasores, foi decisivamente derrotado e morto na sua capital, Sufétula. A África retornou à lealdade imperial depois de sua morte e da retirada dos árabes, mas os fundamentos do domínio bizantino haviam sido fatalmente comprometidos.

## Biografia

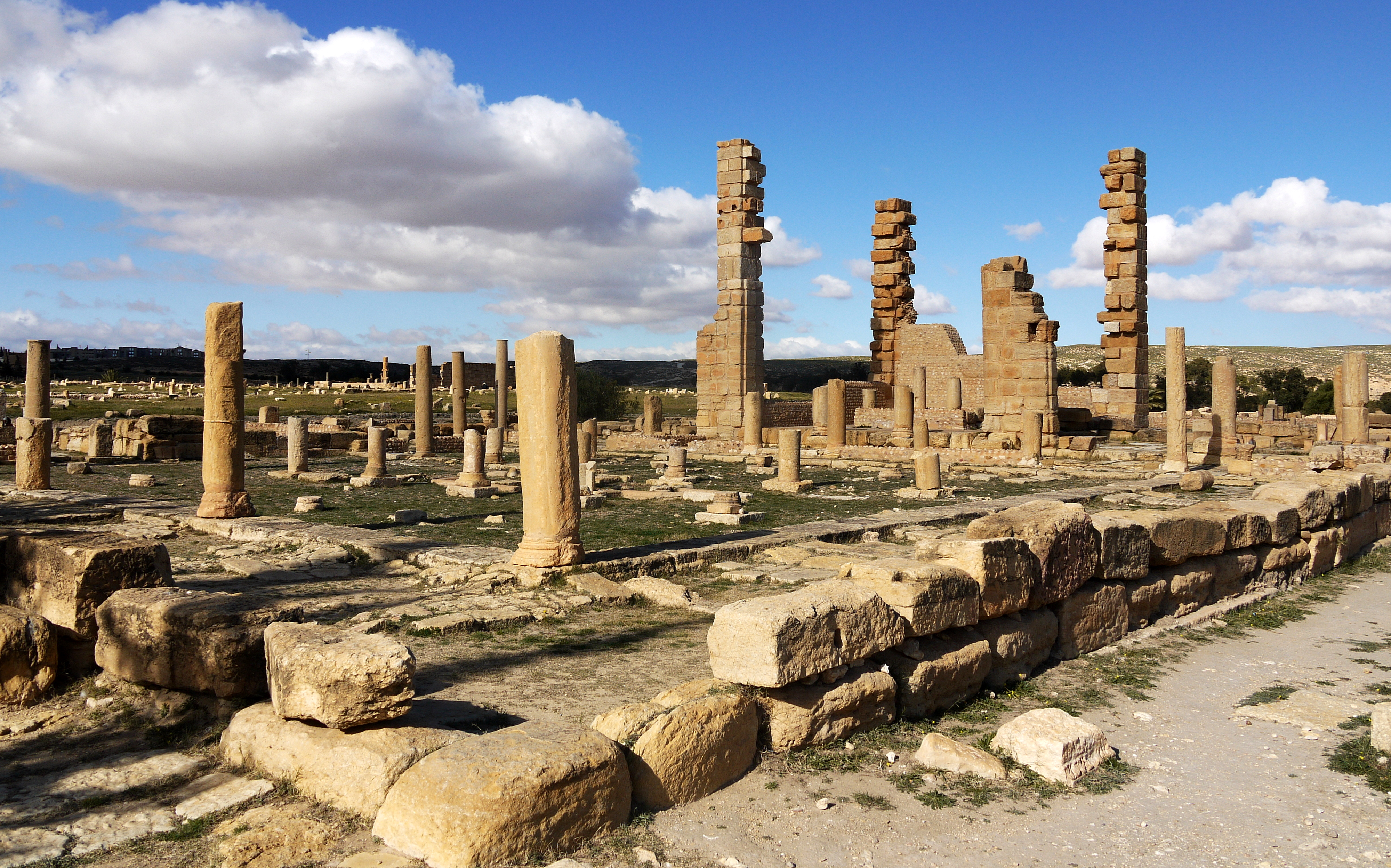
Ruínas da igreja de São Servo, em Sufétula, a capital de Gregório

Gregório tinha laços de sangue com o imperador Heráclio (r. 610–641) e seu filho Constante II (r. 641–668), pois o seu pai, Nicetas, era primo de Heráclio. A primeira menção histórica a Gregório é de Teófanes, que o menciona como exarco de Cartago ("patrício de África") em julho de 645, mas pode ter sido nomeado ainda durante o reinado de Heráclio.
O exarcado encontrava-se então em turbulência interna, devido ao conflito entre a maioria de ortodoxos calcedônios e os partidários do monotelismo, uma tentativa de compromisso entre o calcedonismo e o monofisismo criado e promovido por Heráclio em 638. Na África, o último foi principalmente defendido por refugiados do Egito. Em um esforço para diminuir as tensões, em julho de 645 Gregório organizou um debate teológico em sua capital Cartago entre o calcedoniano Máximo, o Confessor e o monotelista e ex-patriarca de Constantinopla, Pirro. Gregório ajudou a promover a reconciliação entre os dois, e Pirro re-adotou a posição calcedoniana. Ao longo dos meses seguintes, o monotelismo foi condenado como heresia em vários sínodos locais reunidos na África.
Em 646, Gregório iniciou uma rebelião contra Constante. A razão óbvia foi o apoio deste último ao monotelismo, mas, sem dúvida, foi também uma reação à conquista muçulmana do Egito e à ameaça que esta representava para a África bizantina. Dado ao fracasso do governo imperial em Constantinopla para parar o avanço muçulmano, foi, nas palavras de Charles Diehl "uma grande tentação para o poderoso governador da África de separar-se do império fraco e remoto que parecia incapaz de defender seus súditos". Diferenças doutrinárias e a autonomia de longa data do exarcado africano, reforçaram também essa tendência.

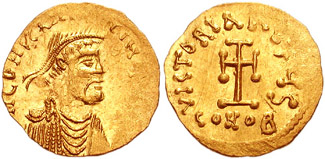
Tremisse de r.

O Mediterrâneo à época da rebelião de Gregório

O cronista árabe Atabari por outro lado alega que a revolta de Gregório foi provocada por um tributo pedido por Constante de cerca de 90 quilos de ouro. Fontes árabes afirmam que após ele proclamar-se imperador ele cunhou moedas com sua efígie, mas até agora nenhuma foi encontrada. Parece que ambos Máximo, o Confessor e o papa Teodoro I encorajaram ou ao menos ajudaram Gregório neste empreendimento. Assim, o papa supostamente enviou um emissário para transmitir um sonho de Marcos, segundo o qual dois coros de anjos rivais gritavam "Vitória de Augusto Constantino [Constante]" e "Vitória para Augusto Gregório", com o primeiro gradualmente silenciando-se. A revolta parece ter encontrado amplo apoio entre a população, não só entre os africanos romanizados, mas também entre os berberes do interior.
Em 642–643 os árabes haviam tomado a Cirenaica e a metade oriental da Tripolitânia, juntamente com Trípoli. A expansão islâmica para ocidente só parou por ordem do califa ortodoxo Omar (r. 634–644). Em 647, contudo, o sucessor de Omar, Otomão (r. 644–656), ordenou que Abedalá ibne Sade e Abedalá ibne Zobair invadissem o exarcado com 20 000 homens. Os muçulmanos invadiram a Tripolitânia ocidental e avançaram até o limite norte da província bizantina de Bizacena. Gregório confrontou os árabes em seu retorno para Sufétula, mas foi derrotado e morto. Agápio de Hierápolis em algumas fontes siríacas reivindica que ele sobreviveu à derrota e fugiu para Constantinopla, mas estudiosos mais modernos aceitam o registro das crônicas árabes de sua morte em batalha. Os registros árabes também reivindicam que os muçulmanos capturaram a filha de Gregório, que lutou ao lado de seu pai. Ela foi levada de volta para o Egito como parte do espólio, mas caiu de seu camelo em marcha e foi morta.
Após a morte de Gregório, os árabes saquearam Sufétula e invadiram todo o exarcado, enquanto os bizantinos retiraram-se para suas fortalezas. Incapazes de atacar as fortificações bizantinas, e satisfeitos com os lucrativos saques levados a cabo, os árabes concordaram em partir em troca do pagamento de um pesado tributo em ouro. Apesar de não se terem registado mais ataques árabes durante algum tempo e dos laços do exarcado com Constantinopla terem sido restabelecidos, o domínio bizantino sobre a África foi agitado devido à rebelião de Gregório e à vitória árabe. As tribos berberes, em particular, não mantiveram a sua aliança com o império, e a maior parte do que é atualmente o sul da Tunísia parece ter saído da órbita de controle de Cartago. Assim, a batalha de Sufétula marcou "o fim, mais ou menos próximo, mas inevitável, da dominação bizantina na África".